# سیاره سبز را نجات دهید!
سیاره سبز را نجات دهید! (انگلیسی: Save the Green Planet!; کره‌ای: 지구를 지켜라!) یک فیلم کمدی علمی تخیلی به نویسندگی و کارگردانی جانگ جون هوان است که در ۴ آوریل ۲۰۰۳ منتشر شد.

## بازیگران
- شین ها کیون در نقش لی بیونگ گو
- بک یون شیک در نقش کانگ مان شیک
- هوانگ جونگ مین در نقش سو نی
- لی جه یونگ در نقش کارآگاه چو
- لی جو هیون در نقش کارآگاه کیم
- گی جو بونگ در نقش لی
- یه سو جونگ در نقش مادر بیونگ گو